# Arcuphantes
Arcuphantes là một chi nhện trong họ Linyphiidae.